# Afgán csillag
Az Afgán csillag (eredeti cím: Rock the Kasbah) 2015-ben bemutatott amerikai filmvígjáték, melyet Mitch Glazer forgatókönyvéből Barry Levinson rendezett. A főbb szerepekben Bill Murray, Bruce Willis, Kate Hudson és Leem Lubany látható.
Az Amerikai Egyesült Államokban 2015. október 23-án mutatták be az Open Road Films forgalmazásában. A film bevételi és kritikai téren is bukásnak bizonyult.

## Rövid történet
A film főszereplője egy lecsúszott menedzser, aki Afganisztánban felfedez egy tehetséges énekesnőt.

## Szereplők
| Szerep           | Színész         | Magyar hang    |
| ---------------- | --------------- | -------------- |
| Richie Lanz      | Bill Murray     | Harsányi Gábor |
| Merci            | Kate Hudson     | Bertalan Ágnes |
| Ronnie           | Zooey Deschanel | Pikali Gerda   |
| Nick             | Danny McBride   | Olt Tamás      |
| Jake             | Scott Caan      | Király Attila  |
| Bombay Brian     | Bruce Willis    | Dörner György  |
| Sylvia           | Kelly Lynch     |                |
| Daoud Sididi     | Beejan Land     | Hám Bertalan   |
| Salima Khan      | Leem Lubany     | Simonyi Réka   |
| Riza             | Arian Moayed    | Joó Gábor      |
| Barnes közlegény | Taylor Kinney   | Papp Dániel    |

## Fordítás
- Ez a szócikk részben vagy egészben  a   Rock the Kasbah (film) című angol Wikipédia-szócikk fordításán alapul.  Az eredeti cikk szerkesztőit annak laptörténete sorolja fel. Ez a jelzés csupán a megfogalmazás eredetét és a szerzői jogokat jelzi, nem szolgál a cikkben szereplő információk forrásmegjelöléseként.